# Obława (serial telewizyjny)
Obława (ang. Dragnet lub L.A. Dragnet) – amerykański serial o tematyce kryminalnej, powstały w latach 2003 – 2004. Serial składa się z dwudziestu dwóch odcinków, każdy trwa ok. 60 minut. Główną rolę Joego Fridaya powierzono odtwórcy postaci Ala Bundy'ego w sitcomie Świat według Bundych – Edowi O’Neillowi, choć pierwotnie miał ją zagrać Danny Huston. "Obława" jest remakiem popularnego serialu "Dragnet" z 1967 r.
Reżyserzy "Obławy" to: Kevin Dowling (3 odcinki, 2003-2004), Steve Shill (2 odcinki, 2003-2004), Guy Norman Bee (2 odcinki, 2003), Jean de Segonzac (2 odcinki, 2003), Darnell Martin (2 odcinki, 2003), Aaron Lipstadt (1 odcinek, 2003), Paul Shapiro (1 odcinek, 2003), Keith Samples (1 odcinek, 2004). Scenarzystami serialu są: Jack Webb (22 odcinki, 2003-2004), Dick Wolf (22 odcinki, 2003-2004), Jay Beattie (6 odcinków, 2003-2004), Dan Dworkin (6 odcinków, 2003-2004), Tyler Bensinger (5 odcinków, 2003-2004), Josh Pate (2 odcinki, 2003-2004), Robert Nathan (2 odcinki, 2003), David Wilcox (2 odcinki, 2003), Shannon Goss (1 odcinek, 2003), Walon Green (1 odcinek, 2003), Marc Guggenheim (1 odcinek, 2003), Brian L. Ross (1 odcinek, 2003), Jonas Pate (1 odcinek, 2004), Elizabeth Cosin (nieznany odcinek).
Muzykę do "Obławy" skomponowali Mike Post oraz Atli Örvarsson.

## Obsada
- Ed O’Neill – Joe Friday (22 odcinki, 2003-2004)
- Ethan Embry – det. Frank Smith (12 odcinków, 2003)
- Christina Chang – Sandy Chang (12 odcinków, 2003-2004)
- Desmond Harrington – det. Jimmy McCarron (10 odcinków, 2003-2004)
- Eva Longoria – det. Gloria Duran (10 odcinków, 2003-2004)
- Evan Parke – det. Raymond Cooper (10 odcinków, 2003-2004)
- Erick Avari – Sanjay Ramachandran (9 odcinków, 2003)
- Katherine Kamhi – det. Hubbel (7 odcinków, 2003)
- Robin Bartlett – Donna Bostick (6 odcinków, 2003-2004)
- Lindsay Crouse – Ruth Hagermann (6 odcinków, 2003)
- Mark Lewis – Tech Lewis (6 odcinków, 2003-2004)
- Roselyn Sanchez – det. Elana Macias (3 odcinki, 2003-2004)
- Steven Zirnkilton – narrator (8 odcinków, 2003-2004)

i inni

## Spis odcinków
Wyemitowano dwa sezony serialu. Pierwszy odcinek miał swoją premierę 2 lutego 2003 r., ostatni – 4 grudnia 2004 r. Seria pierwsza składała się z 12 odcinków, a druga – z dziesięciu.

### Sezon I
- odcinek 1: "The Silver Slayer"
- odcinek 2: "The Big Ruckus"
- odcinek 3: "All That Glitters"
- odcinek 4: "Well Endowed"
- odcinek 5: "The Cutting of the Swath"
- odcinek 6: "The Brass Ring"
- odcinek 7: "The Artful Dodger"
- odcinek 8: "Sticks and Stones"
- odcinek 9: "Redemption"
- odcinek 10: "Let's Make a Deal"
- odcinek 11: "For Whom the Whistle Blows"
- odcinek 12: "The Little Guy"

### Sezon II
- odcinek 1: "Daddy's Girl"
- odcinek 2: "Coyote"
- odcinek 3: "17 in 6"
- odcinek 4: "The Magic Bullet"
- odcinek 5: "Slice of Life"
- odcinek 6: "Abduction"
- odcinek 7: "Frame of Mind"
- odcinek 8: "Restribution"
- odcinek 9: "Riddance"
- odcinek 10: "Killing Fields"